# Johannes Soreth

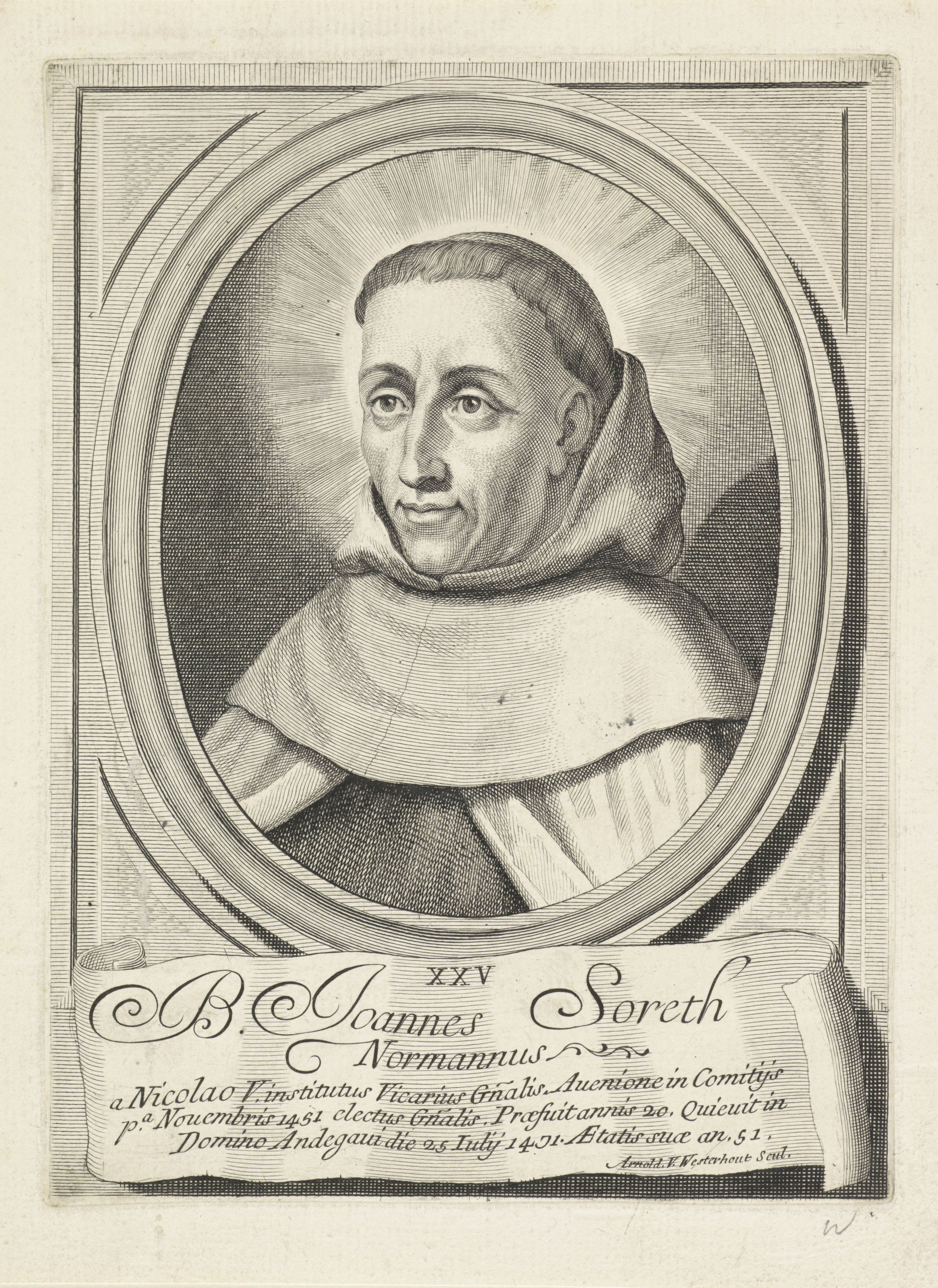
Johannes Soreth

Johannes Soreth, oder Soretus (* 1394 bei Caen; † 25. Juli 1471 in Angers) war Priester und Generalprior des Ordens der Karmeliter.

## Leben
Man nimmt an, dass Johannes Soreth noch vor dem Jahr 1417 in seiner Geburtsstadt Caen dem Karmeliterorden beitrat, den er schließlich reformieren sollte. Er absolvierte sein Studium in Paris. Dort hielt er auch Vorlesungen über den Römerbrief, den Galaterbrief, den 2. Korintherbrief und den Hebräerbrief. Im Jahr 1438 wurde er – nach seiner Promotion – magister regens der Theologie.
Im Jahr 1450 wurde er Generalvikar seines Ordens, am 1. November 1451 wurde er zum Generalprior gewählt. Dieses Amt übte er bis zu seinem Tod 1471 aus. Durch seine intensive Visitationstätigkeit wollte er das spirituelle Niveau des Karmeliterordens heben. Soreth gilt als der Gründer des weiblichen Zweiges des Ordens, der Karmelitinnen, weil er von Papst Nikolaus V. 1452 die Päpstliche Bulle Cum nulla erwirkte. Auch die Gründung eines Dritten Ordens von Laien wurde mit diesem Dokument geregelt. Damit wurde der Orden gleichzeitig verantwortlich für die Seelsorge für diese Gemeinschaften.
Im Jahr 1866 sprach die katholische Kirche Johannes Soreth selig. Sein Gedenktag in der Liturgie ist der 25. Juli, im Karmeliterorden am 28. Juli.

## Werke
- Expositio Paraenetica in Regulam Carmelitarum (= Corpus Christianorum. Continuatio Mediaevalis, Bd. 259). Herausgegeben von Bryan Deschamp. Brepols, Turnhout 2016, ISBN 978-2-503-54765-7.
- Expositio Paraenetica in Regulam Carmelitarum - Ein Kommentar zur Karmelregel (= Schriften des Forschungsinstituts der deutschen Provinz der Karmeliten, Bd. 1). Übersetzt und erläutert von Leo Groothuis, mit Beiträgen von Bryan Deschamp und Edeltraud Klueting. Aschendorff, Münster 2017, ISBN 978-3-402-12135-1.